# Buffalo Bills 1962
La stagione 1962 dei Buffalo Bills è stata la terza della franchigia nell'American Football League. Sotto la direzione del nuovo capo-allenatore Lou Saban la squadra ebbe un record di 7-6-1, classificandosi terza nella AFL Eastern Division e mancando l'accesso ai playoff per il terzo anno consecutivo.
I Bills firmarono il quarterback Jack Kemp che era stato svincolato dai San Diego Chargers. Anche se non poté scendere in campo prima del dodicesimo turno per una mano fratturata, si rivelò il miglior quarterback che la squadra avrebbe avuto in tutto il decennio.

## Roster
| Roster dei Buffalo Bills nel 1962 |
| --- |
| Quarterback - 12 Al Dorow - 15 Jack Kemp - 17 Warren Rabb - 12 Manch Wheeler Running Back - 33 Art Baker FB - 80 Monte Crockett HB/WR - 22 Wayne Crow HB/P - 34 Cookie Gilchrist FB - 26 Carey Henley HB Wide Receiver - 88 Glenn Bass - 30 Wray Carlton RB/WR - 44 Elbert Dubenion - 40 Ed Rutkowski Tight End - 81 Tom Rychlec - 84 Ernie Warlick Offensive Linemen - 77 Stew Barber T - 60 Al Bemiller C/G - 64 Tom Day G - 72 Jerry DeLucca T - 73 George Flint G - 54 Frank Jackunas C - 74 Harold Olson T - 75 Ken Rice T - 66 Billy Shaw G Defensive Linemen - 75 Nate Borden DE - 78 Jim Dunaway DT - 87 Leroy Moore DE - 75 Tom Saidock DT - 70 Tom Sestak DT - 79 Jim Sorey DT - 76 Sid Youngelman DE Linebacker - 57 Ralph Felton LB - 55 Marv Matuszak LB - 58 Mike Stratton OLB - 54 Tom Louderback LB/OL - 87 Laverne Torczon DT - 85 John Tracey OLB/TE Defensive Back - 46 Ray Abruzzese SS - 27 Joe Cannavino FS - 43 Carl Charon SS/RB - 25 Jim Crotty CB - 24 Booker Edgerson CB/WR - 27 Willie Jones SS/KR - 25 Tom Minter CB - 23 Carl Taseff FS - 47 Willie West CB - 25 John Yaccino CB Special Team - 82 Mack Yoho DE/K |
| Legenda - I rookie sono in corsivo. - Il primo ruolo è il principale mentre gli eventuali successivi indicano i ruoli secondari. - (IR) sta per Injured Reserve ed indica la lista ristretta per un solo giocatore infortunato che può tornare ad allenarsi dopo la settimana 6 e a rientrare in prima squadra dopo che questa ha giocato 8 partite. - (NF-Inj.) / (NF-Ill.) stanno rispettivamente per Non-Football Injured e Non-Football Illness ed indicano le liste dove viene inserito un giocatore che ha un infortunio o una malattia non dipendente dal football americano. - (PUP) sta per Physically Unable to Perform ed indica la lista dove viene inserito un giocatore mentre è in attesa di recuperare la condizione fisica. Nella stagione regolare dopo la sesta partita giocata dalla propria squadra, il giocatore ha tempo tre settimane per riprendere ad allenarsi, più tre settimane aggiuntive dal suo rientro agli allenamenti per rientrare in prima squadra. |

## Calendario
| Stagione regolare |                   |                       |           |          |
| Turno             | Data              | Avversario            | Risultato | Pubblico |
| 1                 | 9 settembre 1962  | Houston Oilers        | S 28–23   | 31,236   |
| 2                 | 15 settembre 1962 | Denver Broncos        | S 23–20   | 30,577   |
| 3                 | 22 settembre 1962 | New York Titans       | S 17–6    | 24,024   |
| 4                 | 30 settembre 1962 | at Dallas Texans      | S 41–21   | 25,500   |
| 5                 | 7 ottobre 1962    | at Houston Oilers     | S 17–14   | 26,350   |
| 6                 | 13 ottobre 1962   | San Diego Chargers    | V 35–10   | 20,074   |
| 7                 | 20 ottobre 1962   | Oakland Raiders       | V 14–6    | 21,037   |
| 8                 | 28 ottobre 1962   | at Denver Broncos     | V 45–38   | 26,051   |
| 9                 | 3 novembre 1962   | Boston Patriots       | P 28–28   | 33,247   |
| 10                | 11 novembre 1962  | at San Diego Chargers | V 40–20   | 22,204   |
| 11                | 18 novembre 1962  | at Oakland Raiders    | V 10–6    | 11,700   |
| 12                | 23 novembre 1962  | at Boston Patriots    | S 21–10   | 20,021   |
| 13                | 2 dicembre 1962   | Dallas Texans         | V 23–14   | 35,261   |
| 14                | 8 dicembre 1962   | at New York Titans    | V 20–3    | 16,453   |

## Classifiche
| AFL Eastern Division |    |   |   |      |       |     |     |     |
|                      | V  | S | P | %    | DIV   | PF  | PS  | STR |
| Houston Oilers       | 11 | 3 | 0 | .786 | 5–1   | 387 | 270 | V7  |
| Boston Patriots      | 9  | 4 | 1 | .692 | 4–1–1 | 346 | 295 | S1  |
| Buffalo Bills        | 7  | 6 | 1 | .538 | 1–4–1 | 309 | 272 | V2  |
| New York Titans      | 5  | 9 | 0 | .357 | 1–5   | 278 | 423 | S3  |

Nota: I pareggi non venivano conteggiati ai fini della classifica fino al 1972.